# Uggleskärror
Uggleskärror är en grupp med små nattaktiva fåglar som tidigare ansågs närmast besläktade med nattskärror och grodmunnar, men som idag anses stå närmare seglare och kolibrier. Idag placeras de vanligen i den egna ordningen Aegotheliformes. Merparten är hemmahörande på Nya Guinea, men vissa arter förekommer i Australien, Moluckerna och Nya Kaledonien. Ordningen omfattar den enda familjen Aegothelidae med släktet Aegotheles.

## Ekologi och morfologi
Uggleskärrorna är insektsätare som för det mesta jagar i luften, men bland även från marken. Deras mjuka kamouflerade fjäderdräkt är brunaktig och de har ganska små och veka fötter, dock kraftigare än nattskärrornas och grodmunnarnas. Den lilla näbben, som kan öppnas extremt mycket, är omgärdad av iögonfallande morrhårsliknade borst. De har korta vingar med tio handpennor och stjärten är lång med en avrundad kant.

## Systematik
Släktskapet mellan uggleskärrorna och skärrfåglarna (Caprimulgiformes) har länge varit omdiskuterat och oklart. Under 1800-talet behandlades de som en underfamilj till grodmunnarna. Dock visar sentida studier att de inte är så pass närbesläktade som man tidigare antagit, utan att de istället delar en gemensam anfader med seglar- och kolibrifåglarna (Apodiformes). Genom morfolgiska studier av deras kranium har det sedan 1960-talet föreslagits att de borde placeras i den egna ordningen Aegotheliformes. Denna ordning, tillsammans med skärrfåglarna och seglar- och kolibrifåglarna förutsätts då utgöra en gemensam klad som fått namnet Cypselomorphae, där ugglenattskärrorna och seglar- och kolibrifåglarna utgör kladen Daedalornithes. 
Idag förekommer de uteslutande i Australasien, men närbesläktade arter har förekommit över hela Eurasien under sen paleogen.

### Arter
Dumbacher et al. (2003) genomförde genetiska studier av gruppen och föreslog att den borde delas upp i elva idag förekommande arter plus en art som dog ut under 1000-talet. Samtida auktoriteter som IOC följer dessa rekommendationer.
FAMILJ: AEGOTHELIDAE
- Släkte Quipollornis (fossil, tidig/mellersta miocen i New South Wales)
- Släkte Aegotheles
  - Större uggleskärra (Aegotheles insignis)
  - Stjärnuggleskärra (Aegotheles tatei)
  - Moluckuggleskärra (Aegotheles crinifrons)
  - Vattrad uggleskärra (Aegotheles wallacii)
  - Berguggleskärra (Aegotheles albertisi)
  - Sotuggleskärra (Aegotheles savesi)
  - Grå uggleskärra (Aegotheles bennettii)
  - Vogelkopuggleskärra (Aegotheles affinis)
  - Karimuiuggleskärra (Aegotheles terborghi) – nyligen urskild art
  - Australisk uggleskärra (Aegotheles cristatus)

Utöver dessa finns även den sedan 1000-talet utdöda maoriuggleskärra (Aegotheles novaezealandiae).